# Mémorial du génocide de Marseille
Ne pas confondre avec le Monument du génocide de Marseille inauguré en 1973.
Le mémorial du génocide de Marseille est un mémorial commémorant le génocide arménien situé au début de l'Avenue du 24-avril-1915 (à l'intersection avec la rue Charles-Kaddouz) dans le 12e arrondissement de Marseille. Inauguré en 2006, son inauguration s'avère être le premier évènement marseillais de l'année de l'Arménie en  France (2006-2007).

## Description
La première pierre du mémorial a été posée le 24 avril 2005 sur un site où se trouvait déjà une stèle du génocide.
Le mémorial est constitué d’un cercle en pierre de 21 mètres de diamètre extérieur incluant douze pierres disposées sur un cercle, sur le modèle du monument de Tsitsernakaberd entourant la flamme éternelle. Le montant du budget sa construction est de 600 000 euros entièrement financé par des fonds publics. Il est inauguré le 24 avril 2006,. 